# Спенсер Рид
Спенсер Рид (енгл. Spencer Reid) је лик из Си-Би-Есове криминалистичке серије „Злочиначки умови“, а тумачи га Метју Греј Гублер. Он је геније који је матурирао у средњој школи у Лас Вегасу када је имао 12 година. Готово га увек представљају као „Доктора Рида“ Хочнер је у пилот-епизоди открио да је Гидион инсистирао на том начину представљања јер се прибојавао да Рида, због његових година, људи неће озбиљно схватити као ФБИ-јевог агента. Рид има докторате из математике, хемије и инжењерства, дипломе из социологије и психологије, а ради и на стицању дипломе из области филозофије. Његов коефицијент интелигенције је 187 (број који у калифорнијском кривичном закону представља шифру за убиство, што се сасвим слаже са Ридовим послом). Такође поседује и фотографско (еидетско) памћење, што углавном важи за оно што прочита (повремено видимо да понекад заборави ствари које је чуо). Највероватније је рођен у октобру 1981. године.

## Биографија лика
Док је још био дете, његов отац Вилијам је напустио њега и мајку јер више није могао да поднесе њену параноидну схизофренију. Током једне епизоде открива се да их је заправо напустио зато што није више могао да поднесе стрес изазван оним што је његова жена, Дајана, видела: њихов комшија, Џенкинс, убио је бејзбол палицом Гарија Мајклса, који је сексуално злостављао и убио Џенкинсоновог сина, Рајла. Када је Дајана ушла у кућу да види шта се десило (до тад је седела у ауту, не надајући се нечем оваквим), нешто крви је доспело на њену одећу, коју је Вилијам након тога морао да спали, како Дајана не би била осумњичена. Ипак, то је оставило дубоки психички траг на њој и погоршало њену схизофренију, због чега је Вилијам напустио породицу.
Рид је у једном наврату открио како је био жртва злостављања у средњој школи, односно како су га, пред осталим ученицима, свукли до голе коже и везали за стативу гола на игралишту. Одрастао је учећи скоро све што зна читајући и слушајући своју мајку Дајану, некадашњу универзитетску професорку књижевности 15. века, која му је читала књиге на глас.
Ипак, он је знао да живот који његова мајка живи није здрав. Када је напунио 18 година, сместио ју је у болницу за ментално оболеле јер више није могао да јој помаже. Она се још увек налази у истој болници и Рид јој сваког дана шаље писма, што због кривице коју осећа зато што је не посећује, што због забринутости чињеницом да се њена болест може пренети генетским путем. Једном је Моргану рекао: „Знам како је када се бојиш властитог ума.“
Метју Греј Гублер шпекулира да Рид има назнаке схизофреније или блажег облика аутизма, највероватније Аспергеровог синдрома. Рид се, такође, слабо сналази у друштвеној интеракцији. Морган и остали чланови тима му понекад морају рећи да се утиша кад се фиксира на неку тему, а понекад он сам несвесно промени тему разговора. То је највероватније повезано са његовим могућим Аспергеровим синдромом.
Рид има очевидан недостатак талента када је реч о разговору са женама, заправо, јако је мало случајева у којима је успео да разговара са неком женом, а да није било очигледно да се осећа нелагодно. Једине две девојке са којима је успео у томе биле су Лила Арчер, млада глумица, коју је Рид штитио по наређењу, као и конобарица којој се удварао преко мађионичарског трика док јој је показивао цртеж потенцијалног осумњиченика за којим су трагали. У епизоди „Меморијам“, једна проститутка му се удварала у казину, али је он деловао несвестан њених намера. Споменуто је да је Рид био предмет флертовања од стране проститутки док је трагао за осумњиченим. Рид је докторирао математику када је имао 16. година. Погађао је „Колтек“ универзитет.

## Злочиначки умови
Рид се придружио ФБИ-у када је имао 21 годину и од тад ради у Хочнеровом тиму Јединице за анализу понашања (ЈАП). Током 2. сезоне отео га је Тобајас Хенкел, серијски убица са поремећајем вишеструке личности, који га је два дана мучио и дрогирао анелгетиком дилаудидом. Као последица тога, Рид је постао зависан. Чланови тима су сумњали у Ридову зависност, али му нико од њих то није отворено споменуо. Неки су били свеснији проблема од других (нарочито Хоч, Гидион и Прентис). Ридов стари пријатељ из Њу Орлеанса је такође схватио да Рид пати од „проблема“. Од тада Рид успева да се одвикне, а похађао је и састанке група за помоћ представницима закона који су (били) зависници, на којима је признао да је у последње време имао одређене жудње (за дрогом), те је навео случај када је пред њим убијен младић који је био осумњичен и кога је Рид покушао да спречи у злу и спаси га полицијског метка.
Почетком 4. сезоне, Рид и Прентис су били таоци Бенџамина Сајруса, вође једног култа. Иако није био повређен, Рид се борио са осећањем кривице што је „дозволио“ Сајрусу да изудара Прентисову. Касније је био заражен антраксом током случаја у Мериленду, те рањен у ногу, штитећи доктора чији је живот био у опасности (иако је то урађено како би се подударало са Габлеровим коришћењем штака након операције колена).
Рид је веома добар у читању мапа и карата и увек ради географско профилисање и тумачи мапе тиму док су они у потери за починиоцем. Такође је талентован и са речима и у тиму је често задужен за лингвистичко профилисање. Готово никад није приказан за воланом. Дате су неке опаске о недостатку његових возачких способности, као нпр. кад му је Морган једном дао кључеве, Џеј-Џеј и Прентис су размениле ужаснуте гримасе. Рид, такође, ретко иде у потеру за починиоцем, и радије остаје да прати тим. У случају када ухапси некога, често га видимо како смирује и осигурава жртву.
У прве две сезоне, особа којој се Рид највише поверавао био је Гидион, који му је често служио и као ментор. Чак га је једном подстакао да позове Џеј-Џеј на излазак након што му је дао карте за кошаркашку утакмицу као рођендански поклон. Близак је са Џеј-Џеј, која га је замолила да буде кум њеном сину Хенрију и једина је у тиму која га зове „Спенс“. У епизоди прве сезоне, '„Plain Sight“, имплицирано је да се Риду свиђала Џеј-Џеј, па га је Гидион из тог разлога подстакао на „акцију“.
Рид тренутно није у вези ни са ким, али у једној епизоди, када је ЈАП морао да штити младу глумицу Лилу Арчер од серијског убице, између Рида и ње бљеснула је краткотрајна романса. Лила га је чак повукла у базен потпуно обученог, након чега су се и пољубили. Ипак, на крају епизоде је свако отишао својим путем и Лила више није виђена након тога. У једној другој епизоди, Рид и Морган обилазе нођне клубове у потрази за серијским убицом који у њима проназали своје жртве. Рид се мучио током разговора са женама и девојкама у овим клубовима, нарочито након што би почео да износи податке о убиствима повезаним са клубовима, али му Морган тада саветом прискаче у помоћ. Рид почиње разговор са конобарицом и након што јој је показао цртеж осумњиченог, изводи мађионичарски трик, пробивши цртеж оловком и провукавши је кроз папир, а да се папир није нимало оштетио. Конобарица покаже занимање за Рида, а он јој остави своју картицу са бројем телефона, у случају да она нешто чује о убици. Касније, конобарица примети убицу са потенцијалном жртвом и намерно пролива сок по њеној хаљини, како би је одвукла од њега. Убица наизглед одлази, али кад конобарица изађе напоље да назове Рида, он се појави и зграби је. ЈАП брзо реагује и спашава је неповређену. На крају епизоде она и Рид разговарају телефоном. Тада Риду стигне коверта са картицом коју је дао конобарици - али с пољупцем од кармина на њеној позадини.
Кад се у 6. сезони ЈАП-у придружи ФВИ-ева кадеткиња Ешли Сивер, код Рида почињу да се јављају осећања према њој. Гарсија му је чак рекла да „он мисли да је Ешли лепа“, након што га је питала како је радити са новом чланицом тима, иако је Рид то негирао. И сама Ешли се чини заинтересована за њега, такође. У једној од епизода су имали један заједнички тренутак у авиону и тензија међу њима је била очигледна, највероватније због Ридове необјашњиве болести. 
Током епизоде „Corazon“ 6. сезоне, приказано је да Рид пати од тешких главобоља и халуцинација. Одлази код доктора у нади да ће сазнати узрок главобоље, али доктор му говори да нема физичких узрока његовог бола, као и да би могле бити психоматске. Рид одбија да поверује у то, плашећи се да можда болује од исте болести као и његова мајка. Његове главобоље даље нису помињане све до епизоде „Coda“, када је виђен како носи наочаре за сунце и носи књигу о мигренама. У истој епизоди, Рид се поистовећује са аутистичним дечаком, Семијем Спарксом. У једном делу епизоде Роси говори како су Семи и Рид два најфасцинантнија ума које је икада упознао. У епизоди „Valhalla“, Рид говори Прентисовој о својим главобољама. Од онда, Рид је посетио неколицину доктора али ниједан није успео да схвати шта није у реду са њим. Рид говори Прентисовој да није никоме из тима рекао за главобоље јер се плаши да ће га третирати као „бебу“.
У епизоди „Lauren“, Рид и Гарсија су приказали најјаче реакције на вест о Прентисовој смрти. Рид је реаговао тако што је истрчао из просторије и завршио јецајући на Џеј-Џеј-ином рамену, говорећи јој како није ни имао прилику да се опрости од ње.
У 7. сезони, када се Емили врати и Рид сазна да су Хоч и Џеј-Џеј лажирали њену смрт, Рид постаје узнемирен, посебно због Џеј-Џеј. Рекао јој је да се осећа преварено јер је 10 дана долазио код ње кући, плачући, а она му није ништа рекла. Такође је поменуо да је размишљао да поново почне да узима Дилаудид након што је Емили „умрла“.
У епизоди „True Genius“, Рид преиспитава своје разлоге рада у ЈАП-у и пита се да ли је могао да постигне више с обзиром на то да је геније. На то га је навео починилац који му је послао саркастично писмо изазивајући Рида да га пронађе. У овој епизоди такође открива да је тим пропустио његов 30. рођендан. На крају епизоде, тим му приређује малу рођенданску забаву.